# Shaij Nazim al-Qubrusi
Muhammad Nazim Adil al-Haqqani al-Qubrusi (Lárnaca, 21 de abril de 1922 − Nicosia, 7 de mayo de 2014) fue el cuatrigésimo Gran Maestro de la tariqa naqshbandi-mujaddidi-khalidi-haqqani, conocida más comúnmente como tariqa naqshbandi-haqqani, sucesor del Gran Maestro Abd Allah al-Faiz al-Daghestani.
Descendiente del Profeta del Islam, Mahoma, reside en Chipre, aunque sus seguidores viven en zonas tan distantes entre sí como Estados Unidos, Canadá, Perú, Argentina, Chile, Líbano, Pakistán, Alemania, Inglaterra, Francia, España, Sudáfrica, Malasia, Indonesia, México y etc.
Viajó intensamente por todas las tierras islámicas y gran parte del Occidente llevando el mensaje del Islam según la comprensión sufí del mismo.
No es autor de ningún libro escrito, aunque varios de sus discursos han sido compilados por seguidores suyos en algunos libros.
Sus murids, es decir, la gente que se ha afiliado con él, afirman haber visto o conocido de numerosos signos, indicios o karamats (milagros) conectados con él que indicarían, a su entender, que Mawlana Shaykh Nazim, como le llaman, es un gran wali de Alá (amigo de Dios) de esta época, de hecho, el Polo de los Santos de Dios de esta época, es decir, alguien que ha vencido a su ego y se ha rendido ante Dios y permanece en todo momento en la Divina Presencia, al cobijo y como seguidor del último de los Profetas, su ancestro, Muhammad el Profeta del Islam. Entre ese tipo de signos se cuenta el conocerle en sueños incluso antes de conocerle físicamente, o el soñarle junto con el Profeta del Islam en numerosas oportunidades. Varios murids han percibido, en momentos de consciencia especial en las reuniones de dhikr o Recuerdo de Dios que se tienen periódicamente en la tariqa, diversas manifestaciones luminosas de Mawlana, como le llaman, o de su bendición especial que opera en los corazones para llevarlos por el camino de la sumisión y entrega a Dios.
Fue objeto de reconocimiento por parte de otros shaykhs y líderes de tasawwuf conocidos también en Occidente, tales como sidi Mustafa ibn Basir ad-darqawi, Shaykh Muhammad al Alawi al Maliki, al Habib Ali al Jifri, Nuh Ha Mim Keller, Hamza Yusuf, entre otros. En sus viajes por Oriente, ha sido recibido con los brazos abiertos por numerosos shaykhs de sufismo de dichas tierras.
Fue objeto de intensa y encendida polémica sobre todo por su conocida oposición al reformismo islámico bajo las formas wahabismo o salafismo y deobandismo. Acusa a tales movimientos, de origen relativamente reciente en la historia del Islam, de generar tensiones, odios, sufrimientos y enemistades como el caso paradigmático del denominado ´terrorismo islámico'.
Pertenecía a la línea del sufismo islámico que sostiene tradicionalmente el seguimiento conjunto de la haqiqa (las realidades espirituales internas) y la sharia (la legislación establecida por el islam).
Sus enseñanzas varían desde diversos aspectos de la reforma del carácter del ser humano, poniendo un gran énfasis en la purificación del carácter, y en el mantenimiento de adab o forma perfecta de conducta en cada circunstancia, hasta enseñanzas sobre diversos aspectos políticos y sociales contemporáneos o las condiciones del sistema educativo actual.
Es conocido por su defensa del califato como forma tradicional de gobierno para los musulmanes, forma opuesta a la división actual del mundo islámico en diferentes países con gobiernos nacionalistas.
Shaykh Nazim enseña que el Califato Otomano, el último califato de los musulmanes, cumplió una función esencial en la preservación de la Paz en el Medio Oriente y que la caída del Califato, que sólo es un receso temporal, ha traído desunión, conflictos interminables y graves problemas al Medio Oriente y a los musulmanes en general. Expone que el Califato pertenece a la sunnah, es decir, es una forma de gobierno divinamente aprobada modelada directamente en el gobierno del Islam que ejerció el Profeta Muhammad, el Profeta del Islam, y sus primeros cuatro sucesores en el gobierno de los musulmanes o Califas Rectos, una forma de gobierno muy distinta a la democracia, la cual viene al mundo islámico como una importación del Occidente contraria a las enseñanzas del Profeta y que -sostiene- es un instrumento político que está al servicio de los ego de los hombres, siendo el soporte fundamental para todo acto de rebelión contra la Autoridad de Dios sobre sus siervos, los seres humanos.
Shaykh Nazim enseñaba también que la economía global, cimentada sobre el papel moneda, es una economía contraria a las enseñanzas reveladas del Profeta del Islam, y la banca mundial es una institución de tiranía en contra de los pueblos, amparada por los líderes mundiales que han dado la espalda a las legislaciones sagradas. Condena por igual el capitalismo y el comunismo como formas de tiranías y opresión contra los pueblos.
Denunció la comprensión occidental contemporánea del término 'libertad' como un instrumento ideológico que fue creado para derribar los límites divinamente establecidos de la legislación sagrada, con el efecto de generar un cúmulo de caos y problemas que antes la humanidad no conoció en esta medida. Sostiene que esa manera secular y antirreligiosa de entender la libertad es en el fondo una esclavitud, la esclavitud de los siglos XX y XXI, de los seres a sus egos. Libertad real, dice, es ejercer el poder de la voluntad para dominar al ego y dar así libre espacio al espíritu, el cual siempre anhela la Divina Presencia. Los Reinos de Dios en su Divina Presencia, dice, son nuestra verdadera patria de origen. "Nosotros aquí no somos más que un mero reflejo de la realidades de nuestro espíritu en la Divina Presencia. Debemos encontrar el camino de regreso".
Denunciaba asimismo la comprensión ideológica democrática del término ´igualdad´ en Occidente, como una forma de ´igualar hacia abajo´ a los seres humanos y de eliminar las diferencias naturales que traen entre los hombres la mayor o menor nobleza de espíritu. Dice que la nobleza del espíritu radica en la mayor o menor sumisión y entrega a Dios que uno pueda tener y que antaño, cuando la gente mostraba sus respetos a los siervos puros de Dios y a las autoridades rectas -las cuales, como en el Califato Otomano, eran a su vez discípulos de tales siervos-, la sociedad mostraba un orden que permitía que las poblaciones mantuvieran de manera adecuada su conexión con su Creador.
Su firme defensa del legado islámico tradicional, y de la memoria del califato otomano como un modelo reciente y bendito de funcionamiento de un verdadero gobierno islámico y universal, le ganaron desde temprana edad diversas enemistades en el gobierno secular turco, al punto que fue puesto en prisión en su juventud por negarse a dar el llamado a la oración de los musulmanes (adhan o azan) en turco, como exigía en aquel entonces el gobierno, y hacerlo en árabe, como exige la religión del Islam. A sus más de ochenta años, el gobierno turco sigue insistiendo en ponerle trabas legales, habiéndole prohibido dar el jutbah (la alocución del viernes previa a la oración comunitaria de los musulmanes) en la parte turca de Chipre, donde Shaykh Nazim reside.
Shaykh Nazim es conocido por su intenso carisma y la simpatía y amor que genera entre muchas personas, por su carácter afable y por su apertura hacia toda clase de personas, así como por su buen humor el cual ejerce frecuentemente para transmitir enseñanzas y el cual no impide, sin embargo, que en ciertos momentos muestre a manera de relámpagos su pleno rechazo y gran pena y enojo por las condiciones actuales de rebeldía contra Dios y olvido del espíritu, de esclavitud al materialismo, que viven la mayoría de los seres humanos.
Sostuvo visitas a miembros de las más diferentes religiones y denuncia los odios religiosos, raciales, nacionales o de cualquier otro tipo, sin dejar de invitar, de muy diferentes maneras, a la gente a que libremente y tras sus propias reflexiones, comprendan el mensaje del Islam -que se cuida de diferenciarlo de las versiones wahabis, salafis o deobandis- y acepten dicho camino. En uno de sus viajes en España, por ejemplo, fue a visitar a unos monjes budistas, exponiéndoles la espiritualidad islámica o sufismo, y al término del viaje algunos monjes aceptaron el Islam.
Shaykh Nazim ha venido anunciando desde hace varios años que los tiempos en los que vivimos son los tiempos predichos por el Profeta del Islam como los Últimos Tiempos, los tiempos en los que el Mundo vive y vivirá de modo mucho más dramático aún la peor de las crisis globales a todo nivel, personal, familiar, social, económico, religioso, político. Sostiene que de los 100 signos predichos por el Profeta del Islam, 98 ya se han cumplido y estamos a puertas de las grandes crisis que conmoverán al mundo en guerras mayores que las que hemos visto y que eso debe ocurrir antes de que venga el Imam Mahdi, un descendiente del Profeta predicho por el Profeta del Islam como alguien que vendrá a reunificar en los Últimos Tiempos a los musulmanes del mundo bajo el camino recto y a eliminar las tiranías y las injusticias que pueblen el Mundo.
El Imam Mahdi, según la enseñanza islámica, viene poco antes del regreso triunfante, a su vez, del Profeta Jesús (Isa, en árabe), que los musulmanes también aceptan, el cual asumirá el gobierno de los creyentes del Mundo, bajo las Leyes Sagradas enseñadas por el Islam, y quien asumirá el liderazgo tras hacer la oración de los musulmanes detrás del Imam Mahdi. En tiempos del retorno del Profeta Jesús, a su vez, enseña el Islam que vendrá el gran impostor, Anticristo o Dajjal, que será muerto por el mismo Jesús.
Shaykh Nazim afirmaba que el énfasis principal en la vida de cada musulmán debe ser la lucha contra nuestros propios egos, siendo la esclavitud al ego la fuente de la desdicha y la miseria personales y, en última instancia, de las naciones.
Como defensor de la Sharia o legislación islámica tradicional establecida por el Profeta del Islam, Shaykh Nazim ha mencionado en diversas circunstancias que el orden de las familias y de las naciones sólo puede residir en seguir la Voluntad Divina y en adecuarse a los preceptos divinamente revelados, o de lo contrario no puede haber verdadera paz en este mundo.
"Estamos intentando ser nada -dice frecuentemente-. Pues en la medida en que intentemos ser algo, nuestro ego va a engañarnos".
Cuando se dirige a un grupo de personas para darles algunas palabras, dice, no tiene ningún programa determinado de qué decir. Nunca prepara sus charlas de una manera programática. Más bien, afirma, abre su corazón a las personas que tiene frente a sí y recibe una inspiración y señal en ese momento, por la bendición de su Gran Maestro y en definitiva por su relación espiritual con el Profeta del Islam, para decir entonces aquello que pueda ser de beneficio no a las mentes sino a los espíritus de quienes lo están escuchando.
Tiene diversos representantes en todo el Mundo, con los cuales los murids o discípulos se pueden mantener en frecuente contacto para llevar a cabo su progreso espiritual. La forma adecuada de establecer una conexión espiritual con Shaykh Nazim para sus murids es que éstos establezcan conexión con un representantes suyo autorizado por el propio Shaykh Nazim para transmitir enseñanzas y cuidar del bienestar del alma de los murids.
Aparte de ello, si alguien es en verdad un Gran Maestro -dice-, es decir, si ha recibido ese encargo de parte del propio Profeta del Islam, entonces no importa qué distancia separe al murid del Gran Maestro, este último siempre tendrá su ojo espiritual puesto encima del murid. "Los corazones -dice- no conocen distancias, sólo nuestros cuerpos".